# Brian P. Roman
Pour les articles homonymes, voir Roman.
Brian P. Roman est un astronome américain.
Il a découvert plusieurs astéroïdes et codécouvert les comètes périodiques 111P/Helin-Roman-Crockett, 117P/Helin-Roman-Alu et 132P/Helin-Roman-Alu.
L'astéroïde (4575) Broman a été nommé en son honneur.

## Astéroïdes découverts
| (4490) Bambery      | 14 juillet 1988   | avec E. F. Helin |
| (4954) Eric         | 23 septembre 1990 |                  |
| (5131) 1990 BG      | 21 janvier 1990   | avec E. F. Helin |
| (5186) Donalu       | 22 septembre 1990 |                  |
| (5588) Jennabelle   | 23 septembre 1990 |                  |
| (5620) Jasonwheeler | 19 juillet 1990   | avec E. F. Helin |
| (12272) Geddylee    | 22 septembre 1990 |                  |
| (19155) Lifeson     | 22 septembre 1990 |                  |
| (23469) Neilpeart   | 22 septembre 1990 |                  |
| (24693) 1990 SB2    | 23 septembre 1990 |                  |
| (29180) 1990 SW1    | 22 septembre 1990 |                  |

## Sources
- (en) Biographie sur le site de l'observatoire MacDonald